# Уолтер, Джеральдина
Джеральдина Уолтер (англ. Geraldine Walther; род. 22 июля 1950, Тампа) — американская альтистка.

## Биография
Училась в Манхэттенской школе музыки у Лиллиан Фукс и в Кёртисовском институте у Майкла Три. В 1979 году стала победителем на международном конкурсе альтистов с Уильямом Примроузом во главе жюри.
На раннем этапе карьеры Уолтер играла в составе различных американских оркестров: Питсбургского симфонического, Балтиморского симфонического, Филармонического оркестра Майами. В 1976—2005 гг. она была концертмейстером альтов в Симфоническом оркестре Сан-Франциско. В 1995 г. Георг Шолти пригласил Уолтер в состав оркестра «Музыканты мира», собранного для торжественного концерта в честь 50-летия ООН в Женеве.
В качестве приглашённого музыканта Уолтер нередко выступала с ведущими американскими струнными квартетами, пока в 2005 году не заняла на постоянной основе пульт альта в Квартете Такача. Одновременно с этим она начала преподавать в Университете Колорадо в Боулдере.
Как солист Уолтер была первой в США исполнительницей ряда современных европейских произведений. Среди её записей — альбомы с альтовыми сочинениями Иоганнеса Брамса и Пауля Хиндемита.